# منطقة التبادل
منطقة التبادل (بالإنجليزية: Swap Area)‏ هي المساحة المخصصة من القرص الصلب في نظام لينكس لمساعدة ذاكرة الوصول العشوائي في حفظ البيانات المعالجة. وهي تناظر الذاكرة التخيلية في نظام ميكروسوفت ويندوز، وتعتبر قسماً منطقياً من أقسام القرص الصلب، وتستخدم نظام الملفات swap للتشكيل.